# Абрамов, Иван Иванович (футболист, 1936)
Иван Иванович Абрамов (11 января 1936, Москва — неизвестно, Москва) — советский футболист, нападающий, полузащитник.
Воспитанник СК «Химик» Москва. Провёл четыре матча за команду во II зоне класса «Б» первенства СССР 1954 года. В 1955—1957 годах играл за команду ДО (МВО) Калинина. За калининскую «Волгу» выступал в 1959—1960, 1963—1965 годах. В 1961—1962 годах провёл в чемпионате 38 игр за «Локомотив» Москва, забил 13 голов; в 1964 году играл за дубль. В 1966—1968 годах выступал за «Металлург» Тула.